# Đạn trời
Đạn trời (tiếng Nga: Небесный тихоход) là một phim lãng mạn của đạo diễn Semyon Timoshenko, xuất bản ngày 1 tháng 4 năm 1946.

## Nội dung
Bộ phim kể về ba phi công tuyến đầu đã thề với sự kết thúc của cuộc chiến "không rơi vào tình yêu ngay cả với những cô gái đẹp nhất." Tuy nhiên, một trong số họ, Thiếu tá Vasily Vasilievich Bulochkin, không được phép bay trên máy bay tốc độ cao sau chấn thương, và ông buộc phải tiếp tục phục vụ trong máy bay ném bom đêm bằng máy bay hạng nhẹ U-2. Đối mặt với điều này, với các phi công của phi đội nữ và Valya Petrova, thông tín viên tờ Sự Thật Thiếu Niên, họ rơi vào tình yêu từng người một và vi phạm lời hứa đã hứa hẹn này.

## E-kip

### Sản xuất
- Thiết kế sản xuất: Jane Hicks, Isaak Makhlis, Michael Southard
- Phục trang: P. Veisbrem
- Âm thanh: Pyotr Vitsinsky
- Nhạc trưởng: Mikhail Volovats

### Diễn xuất
- Nikolay Kryuchkov - major Vasily Bulochkin
- Vasily Merkuryev - senior lieutenant Semyon Tucha
- Vasily Neschiplenko - captain Sergei Kaisarov
- Alla Parfanyak - Thông tín viên Valya Petrova
- Ludmila Glazova - senior lieutenant Ekaterina Kutuzova
- Tamara Alyoshina - lieutenant Masha Svetlova
- Faina Ranevskaya - Giáo sư y khoa